# آدریانا اسورس
آدریانا اُثورِس (اسپانیایی: Adriana Ozores‎؛ ‏ تلفظ اسپانیایی: [aˈðɾjana oˈθoɾes]؛ زادهٔ ۲۱ مهٔ ۱۹۵۹) بازیگر اهل اسپانیا است.
از فیلم‌ها یا برنامه‌های تلویزیونی که وی در آنها نقش داشته‌است می‌توان به مردان پاکو و روش اشاره کرد.
وی بابت هنرنمایی‌هایش برندهٔ جوایزی همچون جایزه گویا، جایزه انداس، جایزهٔ بهترین هنرپیشهٔ زنِ جشنواره بین‌المللی فیلم مونترآل و جایزهٔ جشنواره بین‌المللی فیلم وایادولید شده‌است.